# 플로랑 테랑스 크로멜링크
플로랑 테랑스 크로멜링크(Florent Térence Crommelynck, 1932년 ~ )는 벨기에 국적의 미술가이다.

## 생애
1932년 이탈리아 피렌체에서 태어났다. 아버지는 벨기에 브뤼셀 출신의 화가인 알베르 크로멜링크(1902년 ~ 1993년)로 아들에게 미술을 가르쳤다. 플로랑은 벨기에로 돌아가 안트베르펀 왕립 미술 대학교(Académie royale des beaux-arts d'Anvers)를 다녔다. 1961년에는 유네스코에서 후원하고 국제조형예술협회 프랑스 위원회에서 주최한 파리 세계청년화가대회에 벨기에 대표로 참가했다. 

## 활동
프레스코, 벽화, 모자이크 및 스테인드 글라스 등을 많이 그렸다. 브뤼셀의 라 콩브르 미술대학(E.N.S.A.V.)에서 교수로 재직했다. 